# Indra Lal Roy
Indra Lal Roy, beng. ইন্দ্রলাল রায় (ur. 2 grudnia 1898 w Kalkucie, zm. 22 lipca 1918 w Carvin) – hinduski as myśliwski okresu I wojny światowej, odniósł 10 zwycięstw w walkach powietrznych. Jako pierwszy Hindus w historii został odznaczony krzyżem dla wyróżniających się lotników (Distinguished Flying Cross).
Urodzony w Kalkucie, Indra Lal Roy pochodził z zamożnej bengalskiej rodziny. W momencie wybuchu wojny uczęszczał do elitarnej szkoły St Paul’s School w Londynie. W kwietniu 1917 roku zaciągnął się do lotnictwa brytyjskiego (Królewskiego Korpusu Lotniczego – Royal Flying Corps). Po przejściu szkolenia z pilotażu oraz strzeleckiego w Vendôme i Turnberry, 30 października 1917 roku został przydzielony do dywizjonu nr 56 RAF. Po dwóch miesiącach służby 6 grudnia został ranny w wypadku podczas lądowania.
W czerwcu 1918 roku został przeniesiony do dowodzonego przez kapitana George’a McElroya dywizjonu nr 40 RAF. Pierwsze zwycięstwo w walce w powietrzu odniósł 6 lipca 1918 roku nad niemieckim samolotem Hannover C w okolicach Drocourt. 8 lipca w ciągu czterech godzin zestrzelił trzy samoloty niemieckie. Ostatnie, dziesiąte, zwycięstwo odniósł 19 lipca.
Trzy dni później 22 lipca samolot Indra Lal Roya został kilkakrotnie trafiony w czasie walki z samolotami Fokker D.VII, pilotowanymi przez lotników z jednostki Jasta 29. Indra Lal Roy zginął w płomieniach, gdy jego samolot rozbił się w okolicach Carvin.
Pośmiertnie został odznaczony najwyższym brytyjskim lotniczym odznaczeniem wojennym Distinguished Flying Cross. Był pierwszym Hindusem uhonorowanym tym odznaczeniem.